# Lagunillas (Zulia)
Pour les articles homonymes, voir Lagunillas.
Lagunillas est l'une des 21 municipalités de l'État de Zulia au Venezuela. Son chef-lieu est Ciudad Ojeda. En 2011, la population s'élève à 203 435 habitants.

## Géographie

### Subdivisions
La municipalité est constituée de six paroisses civiles avec chacune à sa tête une capitale (entre parenthèses) :
- Alonso de Ojeda (Ciudad Ojeda) ;
- Campo Lara (Campo Lara) ;
- El Danto (Ciudad Ojeda) ;
- Eleazar López Contreras (Picapica) ;
- Libertad (Ciudad Ojeda) ;
- Venezuela (Lagunillas).